# Fatherland
Fatherland je filmové drama známého režiséra Kena Loache z roku 1986, které vypráví příběh skutečného východoněmeckého písničkáře Gerulfa Pannacha. Film byl natočen v britsko-německo-francouzské koprodukci.

## Děj
Klaus Dittemann (Gerulf Pannach) je východoněmecký písnikář a básník. Postupně se dostává do konfliktu s režimem, po prvním krátkém vězeňském trestu je najednou vypovězen na Západ.
Západní Berlín ho přijímá s otevřenou náručí, ovšem Dittemann se nedokáže ihned sžít se západními obchodními praktikami.
Pomocí mladé francouzské detektivky se dozví, že jistý starý anglický umělec by mohl být jeho otcem, který NDR opustil dlouho před svým synem. Klaus se za ním vydává. Zjistí, že jeho otec, význačný španělský interbrigadista a východoněmecký disident, se v nizozemském odboji zapletl s nacisty. Otce navštíví, ale nenechá se jim poznat, a ten spáchá sebevraždu.

## Hrají
- Gerulf Pannach - Klaus Dittemann
- Fabienne Babe - Emma
- Cristine Rose - Lucy Bernstein
- Sigfrit Steiner - James Dryden
- Robert Dietl - právník
- Heike Schroetter - Marita
- Stephan Samuel - Max
- Thomas Öhlke - mladý Drittemann
- Patrick Gilbert - Thomas
- Heinz Diesling - Jürgen Kirsh
- Eva Krutina - Rosa
- Hans Peter Hallwachs - Schiff
- Ronald Simoneit - Uwe
- Marlowe Shute - americký úředník
- Jim Rakete - Braun
- Bernard Bloch - novinář
- Winifred Tromp - Herr Herring

## Zajímavosti
- Film byl inspirován příběhem písničkáře Gerulfa Pannacha, který byl z NDR vykázán v roce 1977. Pannach si ve filmu zahrál hlavní roli a pochopitelně si i složil texty písní, které sám zazpíval.